# Андреев, Иван Алексеевич
Ива́н Алексе́евич Андре́ев (15 февраля 1987, г. Ишимбай, Республика Башкортостан) — российский драматург, публицист, писатель, журналист.

## Биография
Родился в г. Ишимбай, Республика Башкортостан. Окончил Башкирский республиканский техникум культуры по специальности «Театральная режиссура». Проживает в Екатеринбурге, работал тележурналистом.
Пьеса «Мой папа живёт в чемодане» вошла в шорт-лист конкурса «Евразия-2014»; пьеса «Чихуахуа» заняла третье место в конкурсе «Евразия-2015», вошла в шорт-лист конкурса фестиваля драматургии «Любимовка 2015»; пьеса «Кайнозой» вошла в шорт-лист «РОСКОН-2016», лонг-лист конкурса «Ремарка». Написал новую пьесу «Моя жена — Сталин». В Москве пьеса «Чихуахуа» Ивана Андреева ставилась ещё в сентябре 2015 года на сцене Театр.doc — в рамках фестиваля молодой драматургии «Любимовка»

### Спектакли
1. МХТ им. Чехова, режиссёр М. Брусникина (Спектакль по пьесе «Боюсь стать Колей»)
2. Екатеринбургский Центр современной драматургии, режиссёр А. Бутаков (Спектакль по пьесе «Боюсь стать Колей»)
3. Екатеринбургский малый театр «Театрон», реж. И. Турышев (спектакль по пьесе «Моя жена — Сталин»)
4. Челябинский Центр современной драматургии (Центр ненормативной лирики"), реж. Б. Черев (спектакль «Моя жена — Сталин)

## Награды и постановки

### 2017—2018
1. Пьеса «Tarantula» по заказу компании BBC. Постановка пьесы на радио BBC (два выхода в эфир)
2. Третье место в конкурсе фантастических пьес «РосКон» (пьеса «Кайнозой»)
3. Второе место в конкурсе «Евразия» (пьеса «По сучьему велению»)
4 Читки пьесы «Гарпократия» в театрах Санкт Петербурга, Стерлитамака, Екатеринбурга, Челябинска, Киева.
5. Читка пьесы «Поверь я улыбаюсь» в Санкт Петербурге (театр Периферия")
6. Постановка пьесы «Ломкая веретеница» в Центре ненормативной лирики, г. Челябинск.

### 2016—2017
1. Первое место в конкурсе «Евразия» (пьеса «Боюсь стать Колей»)
2. Финалист конкурса пьес «Кульминация» (пьеса «Боюсь стать Колей»)
Публикация пьесы «Боюсь стать Колей» в журналах:
— Пьеса года 2016
— «Современная драматургия»
— Литтература.org
Статья в журнале «Эксперт»
Репортаж на канале «Культура»
Статья для журнала «Современная драматургия»
3. Читки пьесы «Боюсь стать Колей» в театрах Москвы, Санкт Петербурга, Екатеринбурга, Перми.

### 2015
1. Третье место в конкурсе «Евразия» (пьеса «Чихуахуа»)
2. Финалист фестиваля драматургии «Любимовка» (пьеса «Чихуахуа»)
3. Читки пьесы «Чихуахуа» в театрах Москвы, Санкт Петербурга, Новосибирска, Стерлитамака, Челябинска, Екатеринбурга, Петрозаводска.
4. Статья Романа Должанского о пьесе «Чихуахуа» в газете «Коммерсант».
5. Репортаж с постановки пьесы «Чихуахуа», режиссёр Борис Черев, ссылка.

### 2014
Финалист международного конкурса драматургов «Евразия» (пьеса «Мой папа живёт в чемодане»)
Сотрудничает с агентством StarDust